# TCSC
TCSC (Thyristor controlled series capacitor) là một thiết bị dùng trong truyền tải điện, để nâng cao khả năng ổn định của hệ thống điện, đặc biệt là khả năng ổn định động trong chế độ sự cố.
TCSC là một thành viên trong nhóm các thiết bị truyền tải dòng điện xoay chiều linh hoạt FACTS

## Cấu tạo
Cấu tạo của TCSC bao gồm các tụ điện tĩnh nối tiếp (fixed series capacitor - FC) có điện dung C được nối song song với cuộn dây điện cảm có điều chỉnh dòng điện bằng thyristor (Thyristor Controlled Reactor - TCR).

cấu tạo TCSC

Ngoài ra, nó còn có các cơ chế bảo vệ như: ổn định tụ, khe hở phóng điện, máy cắt (circuit breaker CB)và dao cách ly. Các phương thức bảo vệ sẽ được trình bày ở phần sau.

## Lý thuyết TCSC
Nếu gọi dung kháng của tụ là -j {\displaystyle X_{C}} còn cảm kháng của TCR là j{\displaystyle X_{L}}
thì điện kháng đẳng trị của TCSC tính được theo công thức:
{\displaystyle X_{TCSC}={\frac {X_{C}X_{L}(\alpha )}{-X_{C}+X_{L}(\alpha )}}}
Với: 
{\displaystyle X_{C}={\frac {1}{\omega C}}}
{\displaystyle X_{L}(\alpha )=\omega L{\frac {\pi }{-\pi +2\alpha +sin(2\alpha )}}}
=> {\displaystyle X_{TCSC}=-X_{C}{\Bigg [}1-{\frac {k^{2}(\sigma +sin\sigma )}{(k^{2}-1)\pi }}+{\frac {4k^{2}cos^{2}({\frac {\sigma }{2}})}{(k^{2}-1)^{2}\pi }}(k\times tg{\frac {k\sigma }{2}}-tg{\frac {\sigma }{2}}){\Bigg ]}}
Với {\displaystyle k={\sqrt {\frac {1}{LC}}};\sigma =2(\Pi -\alpha )} gọi là góc dẫn.
Với thiết kế điện kháng {\displaystyle X_{Lmin}=\omega L}; với {\displaystyle \alpha =180^{0})} của TCR lớn hơn {\displaystyle X_{C}} ta luôn có trị số điện kháng đẳng trị của TCSC mang dấu âm (hình vẽ), nghĩa là tương ứng với tụ bù dọc. Khi góc cắt của TCR thay đổi từ {\displaystyle 90^{0}} đến {\displaystyle 180^{0}}, dung kháng của TCSC thay đổi liên tục từ {\displaystyle -X_{C}} đến một giá trị âm đủ lớn.

## Bảo vệ TCSC
Máy cắt MC dùng để đưa TCSC vào hoạt động hoặc cắt ra khỏi lưới khi có yêu cầu hoặc sự cố. Vì tụ điện C rất nhạy cảm với điện áp đặt trên tụ {\displaystyle U_{C}=I_{C}X_{C}} nên khi dòng điện chạy qua tụ lớn, đặc biệt trong chế độ sự cố ngắn mạch, {\displaystyle I_{C}} tăng, cần phải có cơ chế chống quá áp cho tụ.
Bảo vệ cho tụ điện C gồm nhiều cấp. Đầu tiên là van chống quá áp VAR là một điện trở phi tuyến, bình thường có trị số rất lớn. Khi {\displaystyle U_{C}>U_{Cgh}} và đạt tới ngưỡng làm việc của VAR, điện trở của VAR giảm rất nhanh, cho phép dòng {\displaystyle I_{N}} qua VAR, nhờ đó, giảm điện áp dư trên tụ C.
Khi dòng ngắn mạch duy trì có thể làm hỏng VAR, trong trường hợp này, khe mồi phóng điện K sẽ hoạt động. Dòng ngắn mạch sẽ chạy qua K và máy biến dòng. Khi tới ngưỡng tác động, Rơ le sẽ có tín hiệu đống máy cắt MC. Do đó, toàn bộ các phần tử của TCSC và VAR được nối tắt.
Khi đã nối tắt TCSC, có thể đóng dao cách ly DCL vào để nối tắt lâu dài tụ. Ngoài ra còn nhiều cơ chế khác bảo vệ cho TCSC hoạt động tốt.

## Mô hình điều khiển TCSC
Khi làm việc trong HTĐ TCSC có 2 chế độ hoạt động. Trong chế độ làm việc bình thường TCSC hoạt động với trị số đặt {\displaystyle X_{0}}. Điểm đặt có thể thay đổi theo thông số CĐXL thông qua kênh điều khiển riêng (Power Flow Control Loop). Trong chế độ quá độ, TCSC hoạt động theo kênh điều khiển ổn định (Stability Control Loop). Đặc trưng động của TCSC phụ thuộc hàm truyền của kênh này.
Mô hình điều khiển TCSC bao gồm các khối trễ, khối lọc,  khối bù pha, và khối khuếch đại, có thể mô tả bằng một số khâu tuyến tính như sau (theo mô hình của chương trình PSS/E):

Trong đó: {\displaystyle T_{1}}  là thời gian trễ của khâu đo lường và chuyển đổi (0<= {\displaystyle T_{1}}   <5); {\displaystyle T_{2}}   và {\displaystyle T_{3}}   là hằng số của khâu bù pha (0<= {\displaystyle T_{2}}   <5; 1< {\displaystyle T_{3}}   <20),; {\displaystyle T_{w}}   (washout) (0<= {\displaystyle T_{w}}   <2); K là hệ số khuếch đại.
Hàm truyền của mô hình:
{\displaystyle G(s)={\frac {1}{1+sT_{1}}}\times {\frac {sT_{w}}{1+sT_{w}}}\times {\frac {1+sT_{2}}{1+sT_{3}}}\times K}
Tín hiệu đầu vào của kênh ổn định hiện nay thường được chế tạo mặc định theo các lựa chọn đại lượng đo trên chính mạch có đặt TCSC, tương ứng làm giảm dao động dòng (Constant Current Control), giảm dao động góc pha (Constant Angle Control) hoặc giảm dao động công suất (Constant Power Control) của đường dây truyền tải. Thực chất của các thuật toán điều khiển trên là tạo ra tín hiệu thay đổi dung dẫn TCSC tác động ngược chiều với đạo hàm các đại lượng đo. Thật vậy nếu bỏ qua quán tính (các khâu khuếch đại, dịch pha) ta có hàm truyền đẳng trị:
{\displaystyle G(s)=KsT_{w}{\frac {1}{1+sT_{1}}}=K_{c}s{\frac {1}{1+sT_{1}}}}
Hay {\displaystyle \Delta X_{C}={\frac {K_{c}s}{1+sT_{1}}}\Delta q}
Trong đó, q - ký hiệu chung các tín hiệu đo đầu vào.
Khi bỏ qua quán tính thay đổi điện kháng (thường nhỏ) ta có: {\displaystyle \Delta X_{C}=K_{c}s\Delta q}
hay {\displaystyle \Delta X_{C}(t)=K_{c}{\frac {dq}{dt}}\Delta \tau }

## Thuật toán điều khiển TCSC
Hiện nay, thuật toán điều khiển TCSC vẫn còn là vấn đề cần đang cần được nghiên cứu. Thuật toán điều khiển TCSC ảnh hưởng lớn đến khả năng giữ được ổn định động của hệ thống điện.
Sau đây, sẽ giới thiệu hai phương pháp điều khiển TCSC điển hình:

### Điều khiển TCSC theo tín hiệu đóng cắt
Xét phân tích hiệu quả điều khiển TCSC theo tác động đóng cắt để nâng cao ổn định động của HTĐ sơ đồ đơn giản đã đẳng trị các máy phát điện của nhà máy:

Mô hình hệ thống có sử dụng TCSC

Để có thể so sánh các tác động điều khiển khác nhau, ta xuất phát từ hệ phương trình vi phân mô tả QTQĐ sau khi cắt ngắn mạch trên một trong 2 mạch đường dây:
{\displaystyle {\frac {d\delta }{dt}}=s;}
{\displaystyle {\frac {d\delta }{dt}}={\frac {{\omega }_{0}}{T_{J}}}{\Bigg (}P_{T}-{\frac {EU}{X_{L}-X_{C}}}sin\delta {\Bigg )}}

Ở đây coi E và {\displaystyle P_{T}} không thay đổi, còn điện dẫn đẳng trị từ sức điện động E đến thanh cái hệ thống {\displaystyle y={\frac {1}{X_{L}-X_{C}}}}. Các điều kiện đầu của hệ có thể tính theo CĐXL trước sự cố.
Biểu thức công suất truyền tải có dạng:
{\displaystyle P(\delta )={\frac {EU}{X_{L}-X_{C}}}sin\delta =EUysin\delta }

Đồ thị mô tả quá trình quá độ máy phát có điều chỉnh đóng cắt TCSC

Đường cong B biểu diễn đặc tính công suất của máy phát ở CĐXL trước khi xảy ra sự cố (TCSC có trị số trung bình). Đường A và C minh họa trạng thái giới hạn của đặc tính công suất dưới tác động của TCSC (ứng với trị số {\displaystyle X_{Cmax}} và {\displaystyle X_{Cmin}}.
Giả sử tại thời điểm sau cắt ngắn mạch {\displaystyle \delta _{c}} TCSC được đóng thêm đến trị số {\displaystyle X_{Cmax}}, nâng đặc tính công suất lên theo đường A. Diện tích hãm tốc sẽ tăng lên nhiều, đảm bảo ổn định hệ thống với góc lệch tăng cực đại đến {\displaystyle \delta _{max}}. Nếu không điều khiển góc lệch có thể đến {\displaystyle \delta _{k}} (hoặc mất ổn định nếu đường B thấp hơn).
Tại thời điểm góc lệch bắt đầu giảm {\displaystyle \delta _{max}} cần cắt giảm điện kháng về {\displaystyle X_{Cmin}}. Tác động này làm giảm được diện tích gia tốc theo chiều âm, nhờ thế dao động góc lệch giảm về trị số nhỏ nhất chỉ đến {\displaystyle \delta _{min}}. Tương tự khi {\displaystyle \delta } tăng, để giảm diện tích gia tốc theo chiều dương lại cần tác động đưa trị số điện kháng lên {\displaystyle X_{Cmax}} một lần nữa, trước khi trả về trạng thái ban đầu {\displaystyle X_{Co}}. Sau 4 tác động hệ thống chỉ còn dao động rất nhỏ xung quanh vị trí cân bằng.
Dễ thấy, các điều khiển dạng rời rạc, nếu thực hiện đúng sẽ mang lại hiệu quả tối đa. Tuy nhiên chọn đúng thời điểm tác động và thực hiện điều khiển được là nội dung hết sức quan trọng. Mục này sẽ xem xét vấn đề tạo các tác động điều khiển hiệu quả cho TCSC.

### Điều khiển TCSC theo tác động tối ưu
Xét tiêu chuẩn điều khiển tối ưu QTQĐ, đó là cực tiểu hàm năng lượng toàn phần ở cuối QTQĐ được điều khiển. Sau kích động (sự cố) hệ thống tích lũy một năng lượng, gồm thế năng do trạng thái hệ thống lệch khỏi điểm cân bằng và động năng do chuyển động có vận tốc. Năng lượng này là nguyên nhân gây ra mất ổn định, cần được đưa về trị số 0 (ở CĐXL mới). Đối với HTĐ đơn giản, không tổn hao biểu thức năng lượng toàn phần có dạng sau:
{\displaystyle W(\delta ,s)={\frac {T_{J}s^{2}}{2{\omega }_{o}}}-{\big [}P_{T}(\delta -{\delta }_{0})+EUy(cos\delta -cos{\delta }_{\infty }){\big ]}}

Trong đó: {\displaystyle {\delta }_{\infty }}: biểu thị góc lệch ở CĐXL mới.
{\displaystyle s={\frac {d\delta }{dt}}=\omega -{\omega }_{0}}: là độ lệch tần số quay của máy phát.
Về nguyên tắc cần cực tiểu hóa hàm năng lượng tại thời điểm cuối của quá trình điều khiển:
{\displaystyle {W(\delta ,s)}_{t=T}\to min}
Giả thiết QTQĐ đang diễn ra ở thời điểm {\displaystyle \tau }. Xét 2 khả năng: điều chỉnh dung lượng bù tại thời điểm này và trì hoãn đến {\displaystyle \tau +\Delta \tau }.
Khi điều chưa điều chỉnh dung lượng bù, tại τ hàm mục tiêu có trị số {\displaystyle W(\tau )}còn tại {\displaystyle \tau +\Delta \tau }có trị số {\displaystyle W\tau +\Delta \tau } tương ứng với số gia:
	{\displaystyle \Delta W=W(\tau )-W(\tau +\Delta \tau )}
Bây giờ căn cứ vào dấu của {\displaystyle \Delta W} có thể quyết định được thời điểm đóng cắt tối ưu. Nếu tại thời điểm đang xét {\displaystyle \Delta W} có dấu âm, có nghĩa là việc trì hoãn tác động sẽ có lợi do hàm mục tiêu W giảm (không đưa ra tác động tại {\displaystyle \tau }). Nếu tại thời điểm xét {\displaystyle \Delta W}  >0 việc điều chỉnh ngay dung lượng bù là cần thiết để hàm mục tiêu W không tăng thêm.
Theo, dùng phương pháp biến phân tham số, gọi {\displaystyle \tau }  là thời điểm tác động đóng cắt tụ. Ta cần lựa chọn {\displaystyle \tau }  theo tiêu chuẩn tối ưu. Ta có thể tính đạo hàm của hàm mục tiêu tại ngay thời điểm {\displaystyle \tau }:
{\displaystyle {\frac {dW}{d\tau }}{\mid }_{\tau }={\frac {\partial W}{\partial s}}{\frac {\partial s}{\partial \tau }}+{\frac {\partial W}{\partial \delta }}{\frac {\partial \delta }{\partial \tau }}={\frac {T_{J}}{{\omega }_{0}}}s(\tau ){\frac {\partial s}{\partial \tau }}-(P_{T}+EUy^{(II)}sin\delta (\tau )){\frac {\partial \delta }{\partial \tau }}}
Mà {\displaystyle {\frac {\partial \delta }{\partial \tau }}} = 0 tại thời điểm tác động điều khiển {\displaystyle \tau }.
Suy ra: 
{\displaystyle {\frac {dW}{d\tau }}{\mid }_{\tau }={\frac {T_{J}}{{\omega }_{0}}}s(\tau ){\frac {\partial s}{\partial \tau }}}
{\displaystyle \Delta \tau {\frac {dW}{d\tau }}{\mid }_{\tau }=EU(-y^{(I)}+y^{(II)})s(\tau )sin\delta (\tau )}

Xét trong một khoảng thời gian nhỏ {\displaystyle \Delta \tau } nào đó, TCSC không thay đổi đột biến nhưng thay đổi một lượng nhỏ {\displaystyle \Delta X_{C}}. Khi đó tốc độ biến thiên của hàm mục tiêu tính được theo biểu thức:
{\displaystyle \Delta \tau {\frac {dW}{d\tau }}{\mid }_{\tau }=EU\Delta ys(\tau )sin\delta (\tau )}
Tác động là hiệu quả nếu {\displaystyle {\frac {dW}{dt}}>0}, bởi nếu đạo hàm âm thì không nên tác động.
Mặt khác ta có: {\displaystyle \Delta y=y^{2}\Delta X_{C}}
Mà   {\displaystyle \Delta X_{C}=k_{C}{\frac {dq}{dt}}\Delta \tau }
,
Như vậy tiêu chuẩn hiệu quả điều khiển với tín hiệu q(t) nào đó sẽ có dạng:
{\displaystyle {\frac {dW}{d\tau }}{\mid }_{\tau }=Euy^{2}s.sin\delta .k_{C}{\frac {dq}{dt}}>0}
Dựa vào biểu thức trên, ta xét hiệu quả của một số tác động điều khiển thường dùng.

#### Hiệu quả điều khiển theo tín hiệu đo là công suất truyền tải
Với công suất truyền tải ta có:
{\displaystyle q(t)=P(t)=EUysin\delta }

{\displaystyle {\frac {dq}{dt}}\approx EUycos\delta {\frac {d\delta }{dt}}=Euyscos\delta }

	Thay vào biểu thức đạo hàm của hàm mục tiêu, ta nhận được:
{\displaystyle {\frac {dW}{d\tau }}{\mid }_{\tau }={(EU)}^{2}y^{3}s^{2}k_{c}sin\delta cos\delta }

	Biểu thức trên cho thấy tác động chỉ có hiệu quả khi góc lệch {\displaystyle \delta } dao động trong phạm vi:
{\displaystyle sin\delta cos\delta } hay {\displaystyle 0<\delta <90^{0}}

	Khi dao động góc lệch vượt lên trên {\displaystyle 90^{0}}, tác động ngược làm giảm diện tích gia tốc đáng kể so với tác động đóng cắt tối ưu.

TCSC tác động theo tín hiệu dòng công suất

#### Hiệu quả điều khiển theo tín hiệu đo là dòng điện trên đường dây
Với dòng điện trên đường dây ta có:
{\displaystyle q(t)=I=y{\sqrt {E^{2}+U^{2}-2Eucos\delta }}}
{\displaystyle {\frac {dq}{dt}}={\frac {dI}{dt}}\approx {\frac {yEUs.sin\delta }{\sqrt {E^{2}+U^{2}-2EUcos\delta }}}}

Thay vào, ta có:
{\displaystyle {\frac {dW}{d\tau }}{\mid }_{\tau }={\frac {{(EU)}^{2}y^{3}s^{2}k_{c}.s^{2}.sin^{2}\delta }{\sqrt {E^{2}+U^{2}-2Eucos\delta }}}}

	Biểu thức trên luôn luôn dương chứng tỏ điều khiển theo tín hiệu dòng điện đạt được hiệu quả ở mọi phạm vi dao động góc lệch {\displaystyle \delta } và biến thiên tần số quay s của máy phát. 
	Tuy nhiên, nhìn vào biểu thức lại thấy rằng điểu khiển có hiệu quả cao nhất rơi vào lúc {\displaystyle \delta =90^{0}}. Khi góc lệch nhỏ hiệu quả điều khiển sẽ thấp (cũng chính là ở giai đoạn đầu của QTQĐ), trong khi điều khiển theo công suất hiệu quả lớn nhất xung quanh góc lệch {\displaystyle 45^{0}} có ý nghĩa tốt ở giai đoạn đầu.